# آي كوي
آي كوي (بالإنجليزية: iQue)‏ (بالصينية: 神游科技) ، هي مصنع صيني لإنتاج الألعاب الإلكترونية ومرخصة من شركة نينتندو اليابانية، أسست سنة 2002م، وتقع مقرها في مدينة سوجو الصينية.

## وصلة خارجية
- الموقع الرسمي باللغة الصينية